# آسپن لاد
آسپن لاد (انگلیسی: Aspen Ladd؛ زادهٔ ۱ مارس ۱۹۹۵) ورزشکار هنرهای رزمی ترکیبی اهل ایالات متحده آمریکا است. وی از سال ۲۰۱۵ میلادی تاکنون مشغول فعالیت بوده‌است.
لاد، یک رزمی‌کار ترکیبی حرفه‌ای آمریکایی است که در بخش پر وزن لیگ مبارزان حرفه‌ای (سازمان پی‌اف‌ال) رقابت می‌کند. او که از سال ۲۰۱۵ به صورت حرفه‌ای در این رشته فعالیت می‌کند، فعالیت حرفه‌ای خود در هنرهای رزمی ترکیبی را در باشگاه اینویکتا اف‌سی آغاز کرد و سپس در سازمان یواف‌سی در دسته خروس وزن به رقابت پرداخت.